# Éric Dazé
Éric Dazé (* 2. Juli 1975 in Montréal, Québec) ist ein ehemaliger kanadischer Eishockeyspieler, der während seiner aktiven Karriere zwischen 1995 und 2005 insgesamt 638 Spiele für die Chicago Blackhawks in der National Hockey League bestritten hat.

## Karriere
Dazé spielte während seiner Juniorenzeit zunächst von 1990 bis 1992 bei den Laval Regents in den unteren Juniorenklassen der Provinz Québec, wo er mit 45 Punkten in 30 Spielen sowie 77 Punkten in 47 Partien bereits frühzeitig auf sich aufmerksam machte. Im Sommer 1992 wechselte der Stürmer schließlich in die Ligue de hockey junior majeur du Québec, wo ihn die Olympiques de Hull unter Vertrag nahmen. In seiner Rookiesaison gehörte er auf Anhieb zum Stammpersonal des Teams, das ihn aber nach 55 Saisonspielen, in denen er 32 Scorerpunkte erzielte, an den Ligakonkurrenten Harfangs de Beauport ab. Beauport schickte dafür Verteidiger Jamie Bird nach Hull. Bei den Harfangs konnte sich Dazé in den verbleibenden 13 Saisonspielen deutlich steigern, da er weitere 23 Punkte erreichte.
Im Juni 1993 wurde der Flügelstürmer schließlich im NHL Entry Draft 1993 ausgewählt. Trotz seiner ergiebigen Punktausbeuten setzten die Scouts der NHL-Franchises wenig Vertrauen in den mit einer Körpergröße von 198 Zentimetern und 107 Kilogramm Körpergewicht bestückten Angreifer, da Dazé – obgleich seiner guten körperlichen Voraussetzungen – das körperbetonte Spiel eines Power Forwards vehement scheute. So wählten ihn die Chicago Blackhawks erst in der vierten Runde an 90. Stelle aus. Dazé verblieb, obwohl der Auswahl im Draft, noch zwei weitere Jahre in der LHJMQ bei Beauport. Im Vergleich zu seiner ersten Spielzeit steigerte er sich erheblich und kam in der Saison 1993/94 auf 107 Punkte in 66 Spielen. Damit war er teaminterner Topscorer der Harfangs und mit 59 Treffern hinter Yanick Dubé zweitbester Torschütze der Liga. Seine Leistungen wurden daher mit der Wahl ins First All-Star-Team der LHJMQ und ins Third All-Star-Team der Canadian Hockey League belohnt. In der folgenden Saison wiederholte er die Erfolge des Vorjahres. Erneut wurde der Stürmer in beide All-Star-Teams gewählt, war mit Abstand Topscorer der Harfangs und zweitbester Torschütze der gesamten Liga hinter Alain Savage, obwohl er einen Teil der Saison wegen der Junioren-Weltmeisterschaft im Dezember 1994 und Januar 1995 verpasste. Insgesamt kam er in 57 Partien auf 99 Punkte und 54 Tore. Dazu gesellten sich in den Play-offs weitere 21 Punkte in 16 Spielen, als Beauport in der Vorschlussrunde um die Coupe du Président an Hull scheiterte. Schließlich wurde er noch mit der Trophée Paul Dumont für die LHJMQ-Persönlichkeit des Jahres und der Trophée Frank J. Selke für den sportlich fairsten Spieler der LHJMQ-Saison ausgezeichnet. Die Auszeichnung mit der Trophée Frank J. Selke befähigte ihn auch an der Wahl zum CHL Sportsman of the Year teilzunehmen, bei der er sich gegen den Russen Witali Jatschmenjow und Darren Ritchie durchsetzte. Des Weiteren erhielt er am Jahresende den Viscount Alexander Award als bester männlicher Juniorenathlet der Provinz Québec, den mit Eric Lindros und Alexandre Daigle zuvor nur zwei weitere Eishockeyspieler erhalten hatten.
Nach Beendigung der LHJMQ-Saison wechselte der 19-Jährige umgehend ins Profilager und kam am Ende der Saison 1994/95 zu seinen ersten Einsätzen in der National Hockey League. Bis zum Ende der regulären Saison stand er in vier Partien für die Blackhawks auf dem Eis, in denen er sowohl sein erstes Tor im dritten Einsatz schoss als auch ein weiteres vorbereitete. In den Play-offs um den Stanley Cup bestritt der Flügelspieler 16 Partien in den ersten drei Runden des K.O.-Wettbewerbs, ehe Chicago gegen die Detroit Red Wings ausschied. In der Windy City entwickelte sich der Kanadier schnell zu einer festen Größe im Kader. So verpasste er in den ersten vier Jahren nur 23 von möglichen 328 Spielen in der regulären Saison. Gleich in seiner ersten Saison als Liganeuling stellte Dazé mit 30 Toren, 23 Vorlagen und 53 Punkten in 80 Spielen persönliche Rekorde auf, die ihm die Ernennung ins NHL All-Rookie Team der Spielzeit 1995/96 ermöglichten. Bereits im Januar 1996 war er zum NHL-Rookie des Monats ausgezeichnet worden. Bei der Wahl zur Calder Memorial Trophy unterlag Dazé dem Schweden Daniel Alfredsson, der acht Punkte mehr als er erzielt hatte und diese Statistik unter den Liganeulingen anführte. In den weiteren drei Spielzeiten bis zum Frühjahr 1999 verbuchte der Angreifer stets mehr als 40 Scorerpunkte, in einer Mannschaft, die in diesem Zeitraum zweimal die Play-offs verpasste und einmal in der ersten Runde ausschied.
In der Saison 1999/2000 bestritt Dazé verletzungsbedingt nur 59 Spiele und erreichte mit nur 36 Scorerpunkten den bis dato schlechtesten Wert seit seinem Einstieg in die NHL. Erst im Spieljahr 2000/01 kehrte der Angreifer zu alter Form zurück und verbesserte seinen Saisonbestwert auf 57 Punkte, womit er viertbester Scorer der Blackhawks war. Noch einmal steigern konnte er sich in der folgenden Saison, vor der Chicago seinen Vertrag vorzeitig bis zum Sommer 2004 verlängert hatte. Er absolvierte erstmals in seiner NHL-Karriere alle Partien und stellte mit 70 Punkten erneut einen neuen Bestwert auf, der ihn zugleich zum teaminternen Topscorer und Torschützen des Teams machte. Des Weiteren war er für das NHL All-Star Game im Februar 2002 in Los Angeles nominiert worden, bei dem ihm seine zwei Tore und eine Torvorlage die Auszeichnung zum wertvollsten Spieler der Partie bescherten.
Ab der Saison 2002/03 begann dann eine lange Leidenszeit für den Stürmer. Noch vor Beginn der Spielzeit unterzog sich Dazé nach einem Bandscheibenvorfall einer Operation am Rücken, die ihn erst verspätet in das Spieljahr einsteigen ließ. Es folgten im Verlauf der Saison immer wieder kürzere Ausfallzeiten wegen Rückenproblemen und als diese auskuriert schienen, machten die Leiste und eine Infektion am Sprunggelenk Probleme. So bestritt er nur 54 Spiele, in denen er mit 44 Punkten aber ansatzweise die Punkteproduktivität des Vorjahres vorweisen konnte. Zu Beginn der Saison 2003/04 machten Dazé erneut seine Rückenprobleme aufgrund eines erneuten Bandscheibenvorfalls zu schaffen. Nach 19 Einsätzen und elf Scorerpunkten beendete er die Spielzeit Anfang Dezember wegen einer erneuten Rückenoperation vorzeitig, der im Februar 2004 eine dritte folgte. Da die NHL-Saison 2004/05 aufgrund des Lockouts komplett ausfiel, nutzte Dazé die Zeit intensiv um seinen Rücken auszukurieren. Die Blackhawks hielten trotz der anhaltenden Verletzungssorgen weiter an ihrem Angreifer fest und hatten ihn bereits im Juli 2004 langfristig gebunden. Im September 2005 kehrte der Stürmer daher nach Chicago zurück und gehörte im ersten Saisonspiel der Spielzeit 2005/06 am 7. Oktober 2005 zum Kader des Teams. Bereits nach dem ersten Drittel kehrte der 30-Jährige aber schon nicht mehr auf das Eis zurück und absolvierte kein weiteres Spiel im Verlauf der Saison.
Nach insgesamt drei Operationen binnen fünf Jahren erklärte Dazé – trotz mehrerer Versuche ein Comeback zu schaffen – am 31. Dezember 2006, dass er derzeit nicht mehr in der Lage sei aufgrund seiner Rückenprobleme Spiele zu bestreiten. Da er aber seinen offiziellen Rücktritt vom aktiven Sport bis zum 20. März 2010 hinauszögerte, galt er nach Auslauf des Vertrags in Chicago offiziell als Unrestricted Free Agent.

### International
Dazé vertrat sein Heimatland Kanada erstmals bei der Junioren-Weltmeisterschaft 1995 im kanadischen Red Deer in der Provinz Alberta. Die Kanadier – angeführt vom Quartett Marty Murray, Jason Allison, Bryan McCabe und Éric Dazé – siegten in allen sieben Partien des Turniers und sicherten sich souverän die Goldmedaille. Gemeinsam mit Murray und Allison bildete Dazé die beste Sturmreihe des Turniers, die 17 der 49 kanadischen Treffer erzielte. Davon verbuchte alleine Dazé acht und teilte sich somit mit dem Russen Alexander Koroljuk den Titel des besten Torschützen. Durch zwei weitere Torvorlagen und somit zehn Punkten belegte er in der Scorerwertung den fünften Platz, war damit aber nur viertbester Scorer der Kanadier. Zudem wurde er ins All-Star-Team des Turniers gewählt.
Zuvor hatte Dazé die Auswahl der Provinz Québec bereits bei der World U-17 Hockey Challenge 1992 vertreten, wo er das Team nach einer Finalniederlage gegen die Provinz Ontario zur Silbermedaille geführt hatte.
Für die Seniorenauswahl der Ahornblätter spielte der Stürmer bei der Weltmeisterschaft 1998 in der Schweiz sowie der Weltmeisterschaft 1999 in Norwegen. Bei den Welttitelkämpfen 1998 schieden die Kanadier nach erfolgreicher Vorrunde bereits in der Zwischenrunde gegen die beiden späteren Finalisten Finnland und Schweden aus. Dennoch erreichte Dazé bei drei Einsätzen fünf Scorerpunkte, womit er hinter Ray Whitney, der drei Spiele mehr bestritt, der zweitbeste kanadische Spieler nach Punkten war. Im darauf folgenden Jahr, als Kanada nach Niederlagen gegen Tschechien im Halbfinale und Schweden im Spiel um den dritten Platz Vierter wurde, kam Dazé zu zwei Einsätzen. Er bereitete einen Treffer vor.

## Erfolge und Auszeichnungen
| - 1994 LHJMQ First All-Star-Team - 1994 CHL Third All-Star Team - 1995 LHJMQ First All-Star-Team - 1995 CHL Third All-Star Team - 1995 Trophée Paul Dumont - 1995 Trophée Frank J. Selke | - 1995 CHL Sportsman of the Year - 1995 Viscount Alexander Award - 1996 NHL-Rookie des Monats Januar - 1996 NHL All-Rookie Team - 2002 Teilnahme am NHL All-Star Game - 2002 Most Valuable Player des NHL All-Star Game |

### International
- 1992 Silbermedaille bei der World U-17 Hockey Challenge
- 1995 Goldmedaille bei der Junioren-Weltmeisterschaft
- 1995 Bester Torschütze der Junioren-Weltmeisterschaft (gemeinsam mit Alexander Koroljuk)
- 1995 All-Star-Team der Junioren-Weltmeisterschaft

## Karrierestatistik

### International
Vertrat Kanada bei:
- World U-17 Hockey Challenge 1992
- Junioren-Weltmeisterschaft 1995
- Weltmeisterschaft 1998
- Weltmeisterschaft 1999

(Legende zur Spielerstatistik: Sp oder GP = absolvierte Spiele; T oder G = erzielte Tore; V oder A = erzielte Assists; Pkt oder Pts = erzielte Scorerpunkte; SM oder PIM = erhaltene Strafminuten; +/− = Plus/Minus-Bilanz; PP = erzielte Überzahltore; SH = erzielte Unterzahltore; GW = erzielte Siegtore; 1 Play-downs/Relegation; Kursiv: Statistik nicht vollständig)